# Stellaria eschscholtziana
Stellaria eschscholtziana är en nejlikväxtart som beskrevs av Edward Fenzl. Stellaria eschscholtziana ingår i släktet stjärnblommor, och familjen nejlikväxter. Inga underarter finns listade i Catalogue of Life.